# 阿利安薩 (山谷省)
阿利安薩（西班牙語：Alianza），是洪都拉斯的城鎮，位於該國南部，由山谷省負責管轄，始建於1847年，面積215平方公里，海拔高度18米，2001年人口6,923，人口密度每平方公里32.2人。
13°31′N 87°44′W / 13.517°N 87.733°W